# Accordo Sykes-Picot

Zone di influenza e di controllo concordate: francese (blu), britannica (rosso), e russa (verde).

L'accordo Sykes-Picot (ufficialmente, accordo sull'Asia Minore) è un trattato segreto stipulato tra il governo del Regno Unito di Gran Bretagna e Irlanda e quello della Repubblica francese, che definiva le rispettive sfere di influenza nel Medio Oriente in seguito alla sconfitta dell'impero ottomano nella prima guerra mondiale.

## I negoziati
I negoziati, condotti dal diplomatico francese François Georges-Picot e dal diplomatico britannico Mark Sykes, ebbero luogo tra novembre 1915 e marzo 1916. L'accordo venne poi definitivamente firmato il 16 maggio 1916.

## I punti dell'accordo

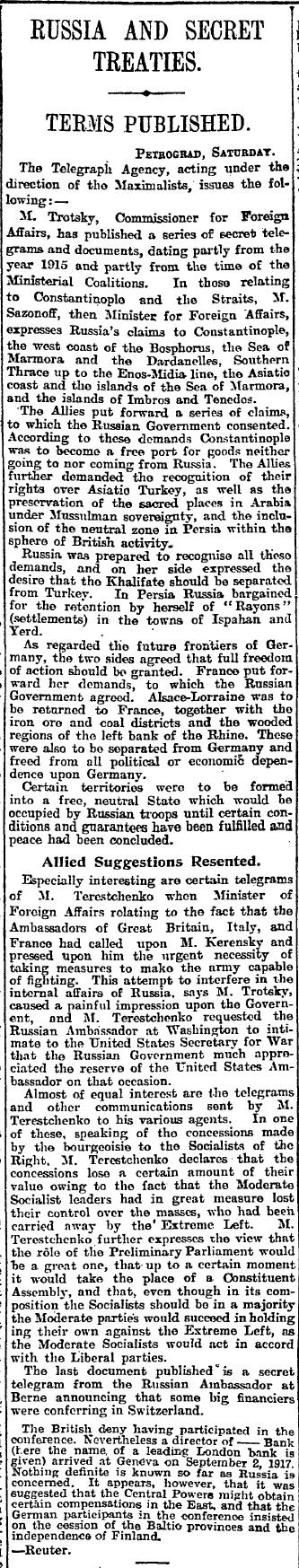
I termini dell'accordo, pubblicati dal Manchester Guardian il 26 novembre 1917

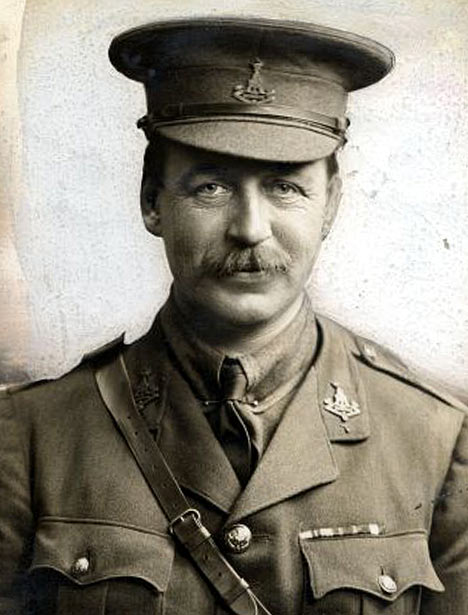
Sykes

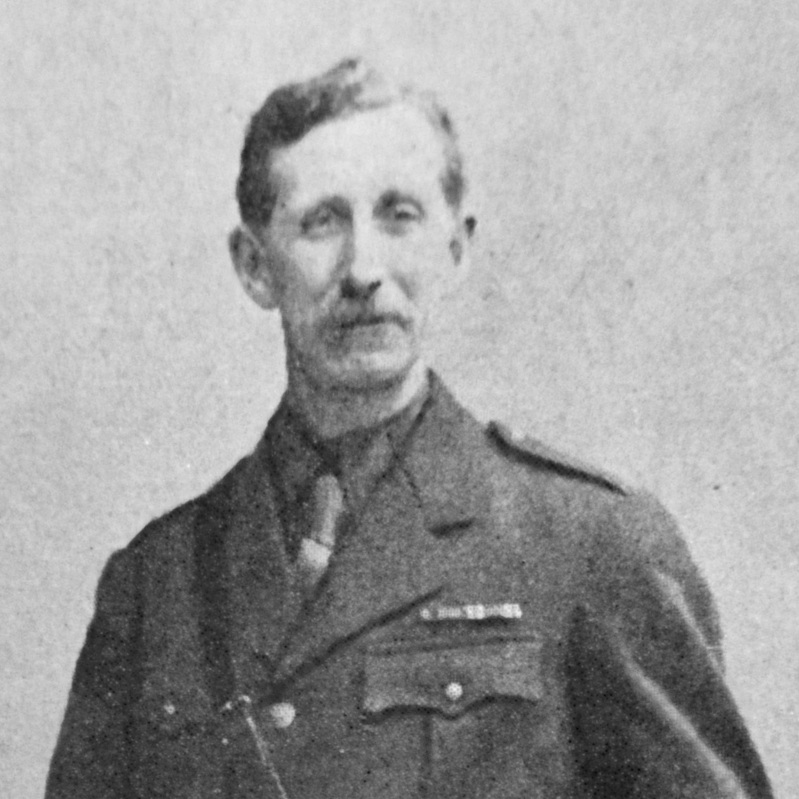
Picot

I governi francese e britannico concordano che:
- Francia e Regno Unito sono pronti a riconoscere e proteggere uno Stato arabo indipendente o una confederazione di Stati arabi sotto la sovranità di un capo arabo. Nell'area A la Francia e nell'area B il Regno Unito avranno la preminenza su diritti d'impresa e sui prestiti locali. Nell'area A solo la Francia e nell'area B solo la Gran Bretagna potranno fornire consiglieri o funzionari stranieri in caso di richiesta da parte di uno Stato arabo o di una confederazione di Stati arabi.
- nella zona blu alla Francia e nella zona rossa alla Gran Bretagna verrà permesso di istituire un controllo o un'amministrazione diretta o indiretta a loro piacimento e a seconda se ciò possa armonizzarsi con uno Stato arabo o una confederazione di Stati arabi.
- nella zona marrone potrà essere istituita un'amministrazione internazionale la cui forma dovrà essere decisa dopo essersi consultati con la Russia ed in seguito con gli altri alleati ed i rappresentanti dello sceriffo della Mecca al-Ḥusayn ibn ʿAlī Himmat.
- al Regno Unito verranno concessi i porti di Haifa e San Giovanni d'Acri e garantito lo sfruttamento delle acque dei fiumi Tigri ed Eufrate; per l'area B da parte sua il governo di Sua Maestà si impegna a non aprire negoziati per la cessione di Cipro a favore di potenze terze senza il previo consenso del governo francese.
- Alessandretta sarà un porto franco per i commerci dell'impero britannico e non ci saranno discriminazioni a proposito di tasse portuali o strutture nei confronti di navi o merci britanniche; ci sarà libertà di transito per le merci britanniche attraverso Alessandretta e su ferrovia attraverso la zona blu o tra l'area B e l'area A; non ci sarà alcuna discriminazione diretta o indiretta contro le merci britanniche sulle ferrovie o contro le merci e le navi britanniche in qualunque porto delle aree suddette. Haifa sarà un porto aperto nei confronti dei commerci della Francia, i suoi dominion e protettorati, e non ci saranno discriminazioni a proposito di tasse portuali o strutture nei confronti delle navi o delle merci francesi. Ci sarà libertà di transito per le merci francesi attraverso Haifa e su ferrovia attraverso la zona marrone qualora tali merci siano destinate o provengano dalla zona blu, dall'area A o dalla area B e non ci sarà alcuna discriminazione diretta od indiretta contro le merci francesi sulle ferrovie o contro le merci e le navi francesi in qualunque porto delle zone suddette.
- nell'area A la ferrovia di Baghdad non verrà estesa verso sud oltre Mosul e nell'area B verso nord non oltre Samarra fino al completamento della ferrovia che collega Baghdad ed Aleppo passando per la valle dell’Eufrate e successivamente previo accordo dei due governi.
- il Regno Unito ha il diritto di costruire, amministrare ed essere il solo proprietario di una ferrovia che colleghi Haifa con l'area B e che ha il diritto di trasportare truppe lungo questa linea in ogni momento. I due governi concordano sul fatto che lo scopo di questa ferrovia è di facilitare il collegamento ferroviario tra Baghdad e Haifa e concordano inoltre che, nel caso in cui problemi tecnici o le spese che si dovrebbero sostenere per realizzare questa linea di collegamento attraverso la sola zona marrone possano rendere impraticabile questo progetto, il governo francese dovrebbe essere pronto a considerare che la linea in questione potrebbe attraversare anche Polgon, Banias, Keis Marib, Salkhad e Otsda Mesmie prima di raggiungere l'area B.
- nelle zone blu e rosse e anche nelle aree A e B , nessuna tariffa verrà aumentata né ci sarà una conversione da una tassa ad valorem a tariffe specifiche senza previo accordo tra le due potenze. Non ci saranno barriere doganali interne tra le suddette aree. Le tasse sulle merci destinati verso l'interno verranno riscosse al porto d'entrata e consegnate all'amministrazione dell'area di destinazione.
- il governo francese non parteciperà mai a negoziati per la cessione dei suoi diritti e non cederà tali diritti sulla zona blu a qualunque potenza terza, tranne lo Stato arabo o la confederazione di Stati arabi, senza il previo consenso del governo di Sua Maestà che, da parte sua, si impegna allo stesso modo nei confronti del governo francese a proposito della zona rossa.
- i governi britannico e francese, in qualità di protettori dello Stato arabo concordano che non acquisiranno e non consentiranno ad una potenza terza di acquisire possedimenti territoriali nella penisola arabica né consentiranno ad una potenza terza di installare una base navale sulla costa orientale o sulle isole del Mar Rosso. Ciò, tuttavia, non impedisce eventuali ritocchi della frontiera di Aden che si potrebbero rendere necessari come conseguenza dell'aggressione turca.
- i negoziati con gli arabi a proposito dei confini dello Stato arabo continueranno a seguire gli stessi canali di sempre da parte delle due potenze.
- alcune misure per controllare l'importazione di armi all'interno dei territori arabi devono essere analizzate dai due governi.

## Le conseguenze
- Al Regno Unito fu assegnato il controllo delle zone comprendenti approssimativamente la Giordania, l'Iraq ed una piccola area intorno ad Haifa.
- Alla Francia fu assegnato il controllo della zona sud-est della Turchia, la parte settentrionale dell'Iraq, la Siria ed il Libano.
- La zona che successivamente venne riconosciuta come Palestina doveva essere destinata ad un'amministrazione internazionale coinvolgente l'Impero russo e altre potenze.